# Toninha-comum
A toninha-comum (Phocoena phocoena) é um cetáceo da família Phocoenidae encontrado em águas temperadas frias do hemisfério norte. É um dos menores mamíferos dos oceanos. Vive perto das zonas costeiras e em estuários, sendo por isso a espécie da sua família mais familiar para os observadores de baleias. A espécie sobe frequentemente os cursos de rios, tendo sido encontrada a quilômetros do mar.

## Descrição
A toninha-comum é o menor membro  da família das toninhas (Phocoenidae). Mede uns 67–85 cm ao nascer. Ambos os sexos medram até chegar a medir entre 1.4 m e 1.9 m. As fêmeas são mais pesadas, com um peso máximo de 76 kg comparado com os 61 kg dos machos. O seu focinho é arredondado e não muito pronunciado, ao contrário de outros cetáceos. As suas barbatanas peitorais, dorsais, caudal e as suas costas são duma cor cinza escuro. Os seus laterais são escuros com pintas cinza claro pequenas. A parte inferior é duma tonalidade mais esbranquiçada que vai do bico até a cauda.

## Povoação e distribuição

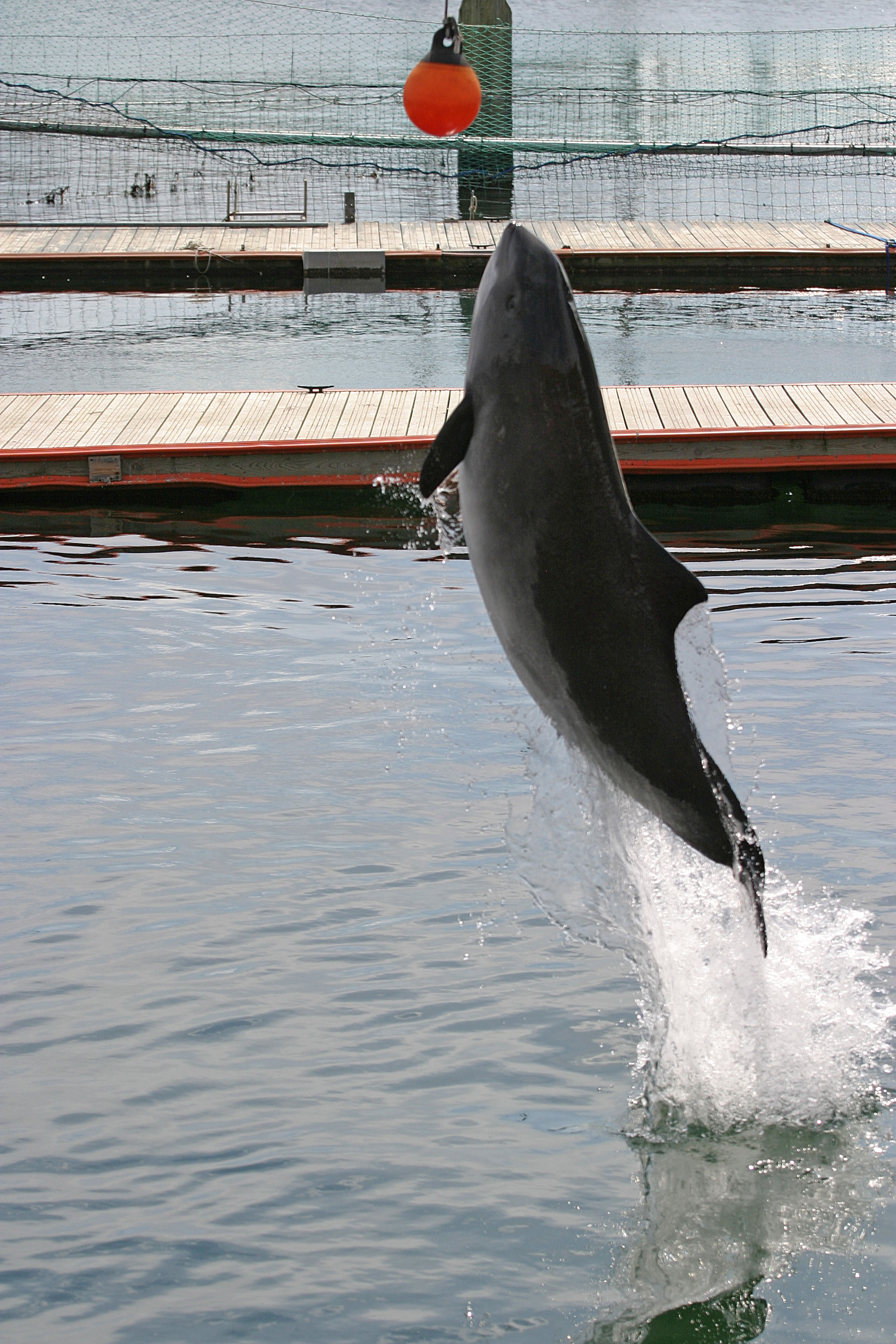
Uma toninha na Dinamarca.

As toninhas vivem nas águas mais temperadas das costas do hemisfério norte, principalmente em áreas com uma temperatura média duns 15 °C. No Oceano Atlântico, encontra-se nas costas do leste dos Estados Unidos e no outro lado do oceano, desde as costas da África ocidental até Groenlândia e Terra Nova passando pelas costas de Portugal, Espanha, França, Reino Unido, Irlanda, Noruega e Islândia. No oceano Pacífico está distribuída desde o Mar do Japão, Vladivostok, o estreito de Bering, Alasca até as costas de Seattle e Vancouver. Podem-se encontrar também no mar Negro e no mar Báltico, onde as suas populações estão diminuindo.

## Caça e predadores

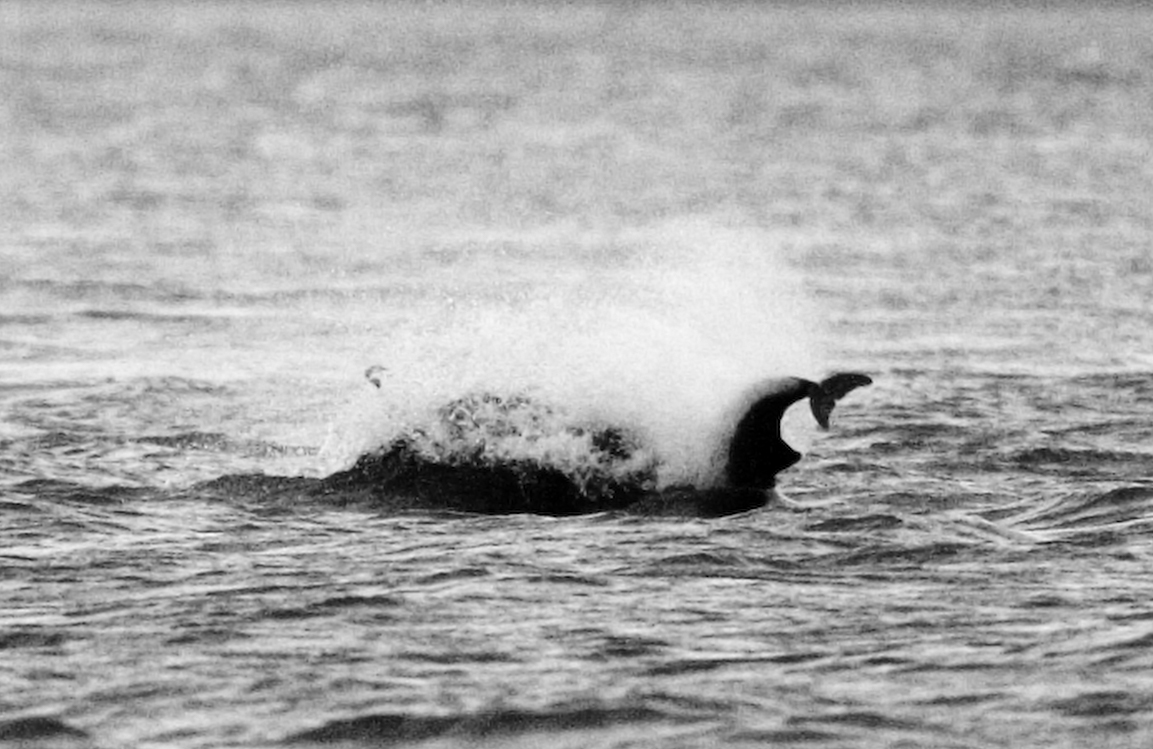
Peter Asprey, Harbour Popoise atacado e morto por um golfinho macho adulto. Chanonry Point Scottland, maio de 2005. O corpo de Harbour Porpoise foi recuperado e enviado para pesquisadores em Aberdeen junto com fotografias. Fotografias divulgadas ao público e à ciência.

As toninhas comuns alimentam-se maioritariamente de pequenos peixes, particularmente arenque, Mallotus villosus e espadilha. O maior mergulho da espécie registrado foi de 224 m. As crias da toninha necessitam de consumir o equivalente a 7% ou 8% do peso do seu corpo por dia para poder sobreviver. Os principais predadores das toninhas são o tubarão-branco e a orca. Estudos da Universidade de Aberdeen em Escócia descobriram que os golfinhos-roazes atacam e matam as toninhas sem as comer para diminuir a competição pelo alimento no caso de haver escassez de peixe.

## Conservação
As toninhas foram tradicionalmente caçadas como alimento e para empregar a sua gordura como combustível em fontes luminosas especialmente na Dinamarca. Actualmente, porém, as toninhas já pescadas comercialmente. A sua povoação mundial é de centos de milhares de exemplares, encontrando-se parcialmente a salvo da extinção. Porém, cada ano morrem milhares de exemplares enredadas nas redes de pesca da indústria pesqueira. Este problema deu lugar ao declínio documentado das suas povoações em zonas marítimas com uma intensiva actividade pesqueira, como o mar Negro e o Báltico. Para evitar a sua morte nas redes, cientistas desenvolveram uma série de luzes penduradas nas redes com o fim de espantar as curiosas toninhas.

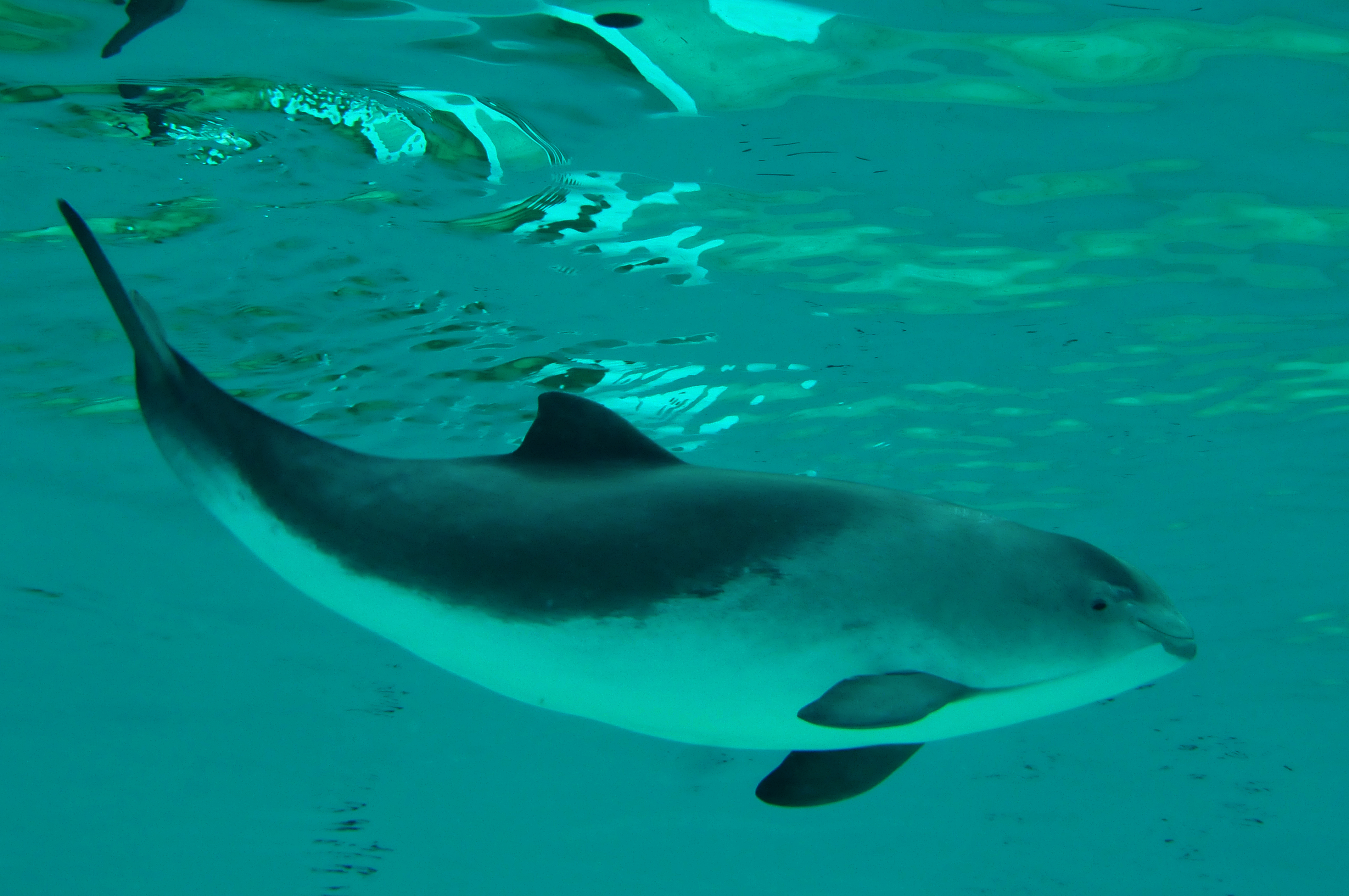
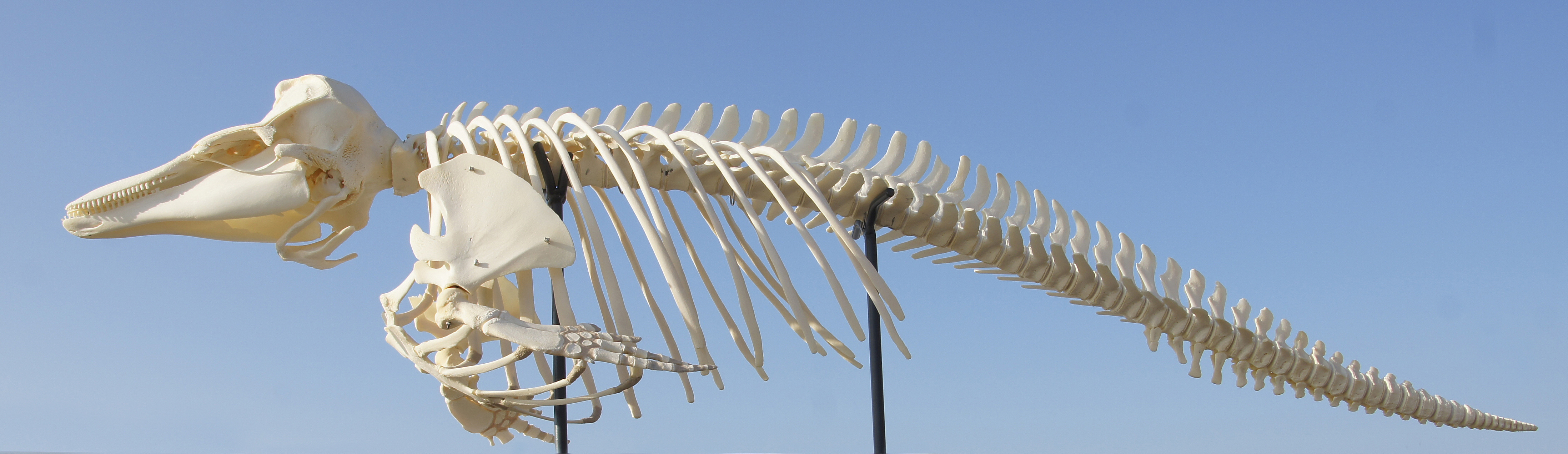
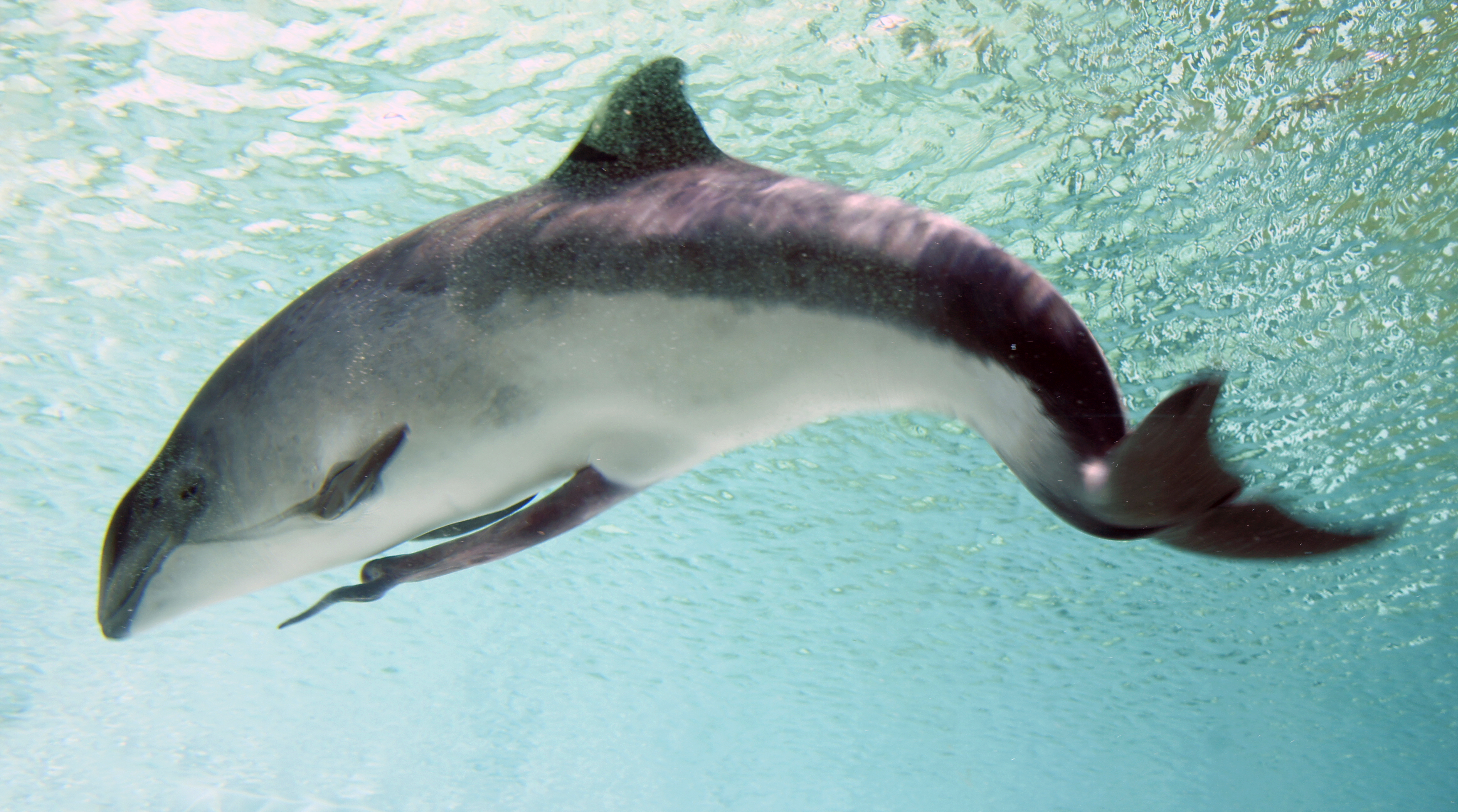